# Aetideus arcuatus
Aetideus arcuatus är en kräftdjursart som först beskrevs av Vervoort 1949.  Aetideus arcuatus ingår i släktet Aetideus och familjen Aetideidae. Inga underarter finns listade i Catalogue of Life.